# Margarita Grun
Margarita Grun (alternative Namensschreibweise Grün; * 24. März 1954) ist eine ehemalige uruguayische Leichtathletin, die in den Sprintdisziplinen antrat.
Grun wuchs in La Tablada in Montevideo auf. Sie startete ab 1975 für den Club Stokolmo. In jenem Jahr gewann sie bei den Südamerikameisterschaften in Rio de Janeiro Bronze über 200 Meter und nahm an den Panamerikanischen Spielen in Mexiko-Stadt über 200 und 400 Meter teil, ohne das Finale zu erreichen. 1979 holte sie bei den Südamerikameisterschaften in Bucaramanga Silber über 400 Meter.
Bei den Südamerikaspielen 1982 in Argentinien gewann sie jeweils in nationaler Rekordzeit über 200 und 400 Meter Silber (24,70 s und 54,6 s).
1983 erreichte sie bei den Weltmeisterschaften in Helsinki über 200 und 400 Meter das Viertelfinale. Über 400 Meter trat sie jedoch nicht an, über 200 Meter schied sie trotz persönlicher Bestleistung von 24,59 s als Siebte aus. Bei den Panamerikanischen Spielen in Caracas wurde sie über 200 Meter Achte. und bei den Südamerikameisterschaften in Santa Fe gewann sie Bronze über 200 Meter. Ihr letzter großer internationaler Erfolg war am 13. August 1985 eine Bronzemedaille über 400 Meter bei den Südamerikameisterschaften 1985 in Santiago de Chile. Dies war das schnellste Rennen ihrer Karriere über die 400-Meter-Distanz, in dem sie den nationalen Rekord auf 54,39 s. verbesserte.
Nach wie vor nahm sie im Jahr 2012 im Alter von 58 Jahren erfolgreich an Senioren-Wettkämpfen teil. Im Jahr 2013 startet sie für den Club Nacional de Football, für den sie gemeinsam mit Berenice da Silva als Trainerin der Leichtathletik-Nachwuchsschule des Vereins tätig ist. In der Altersklasse der 55- bis 59-Jährigen ist sie derzeit (Stand: 7. Oktober 2013) in der 4-mal-400-Meter-Staffel Inhaberin des südamerikanischen Rekords.

## Erfolge
- 2 × Silbermedaille bei den Südamerikaspielen 1982 (200 und 400 Meter)

## Persönliche Bestzeiten
- 200 m: 24,59 s, 12. August 1983, Helsinki (ehemaliger nationaler Rekord;ohne Windmessung: 24,49 s, 10. August 1977, Guadalajara)
- 400 m: 54,39 s, 13. September 1985, Santiago de Chile (ehemaliger nationaler Rekord)